# Лансам, Марсель
Марсель Лансам (люкс. Marcel Langsam; 26 октября 1891, Люксембург (город), Люксембург — 21 ноября 1979, Люксембург (город), Люксембург) — люксембургский гимнаст и художник. Как спортсмен: участник летних Олимпийских игр 1912 года (4-е место в основном командном первенстве и 5-е место в командном первенстве по произвольной системе). Известен также как художник-кузнец: занимался оформлением католического храма Святого Сердца в городе Люксембург, за что в 1930 году удостоен премии Великого герцога Адольфа.